# 贡纳尔·霍尔姆贝里
贡纳尔·霍尔姆贝里（瑞典語：Gunnar Holmberg，1897年5月6日—1975年10月21日），瑞典男子足球运动员，司职中场。他曾代表瑞典国家队参加1924年夏季奥林匹克运动会足球比赛，获得一枚铜牌。